# Picadillo
Picadillo (pronunciació espanyola: [pikaˈðiʎo], "trinxat") és un plat tradicional a molts països Llatinoamericans i les Filipines (on és conegut com a giniling, i també arroz a la cubana) que és similar a hash. És fet amb vedella de terra, tomàquets (salsa de tomàquet pot ser utilitzada com a substitut), panses, olives, i altres ingredients que varien per regió.
És sovint servit amb arròs o utilitzat com a omplir en plats com tacos, rebosteria salada o croquetes.
El nom ve de la paraula espanyola picar, que significa "per trinxar".

## Costa Rica
La versió de Costa Rica inclou el nom de la verdura que representa l'ingredient principal al plat (patata picadillo, ayote picadillo, etc.) I que és tallada i cuinada amb pebrots morro de bou, cebes, brou, herbes i espècies. I pot incloure algun tipus de proteïna, però que no és essencial. És sovint servit amb tortillas o arròs.

## Cuba
Les versions cubanes inclouen pebres, cebes, all, orenga, comí, salsa de tomàquet, brou, olives, panses, i de tant en tant patates, i tàperes, i és normalment saltat amb oli d'oliva i vi blanc, segons la regió. El picadillo cubà és servit amb fesols negres i arròs.

## República dominicana
A la República Dominicana inclou pebres, cebes vermelles, all, tomàquet pasta, bouillon cub, olives, tàperes, panses, dur-ou bullit, vinagre de sidra, i pimenta dioica, i és servit amb qualsevol arròs blanc o marró.

## Puerto Rico
A Puerto Rico és utilitzat per a omplir panades, alcapurria, piononos i altres fritures. També pot ser servit amb arròs i mongetes. La carn picada és saltada amb oli d'annatto, pernil, farigola, comí, orenga, fulla de badia, recaito, salsa de tomata i de tant en tant pansa (remullada en rom), olives, tàperes, i patates.

## Filipines
A les Filipines, el picadillo és un plat soper tradicionalment fet amb carn picada i qualsevol mena de patates o xaiota. Hi ha també versions més seques del plat. S'anomena també giniling, la paraula del Tagalog per designar la carn picada carn. El que els cubans anomenen picadillo és conegut com a arròs a la cubana pels filipins. La versió Filipina és similar al picadillo llatí normal amb panses, salsa de tomàquet i les patates en rodanxes, però sense tàperes i olives verdes, i és sovint servit amb arròs blanc, plàtans fregits (maduros en castellà, saging na saba en llengua filipina) acompanyant, i un ou fregit a dalt. Uns ous bullits també es poden afegir al plat.

## Mèxic
A algunes parts de Mèxic, el plat es prepara amb cebes i llima agitat per damunt la carn mentre es cuina. La salsa sovint s'endolceix afegint sucre a la carn quan es fregeix, o també s'afegeix mel, que aporta un gust similar al teriyaki o bulgogi. També es poden afegir panses al gust. En algunes zones costaneres o àrees indígenes, el marisc, o els mol·luscs o la tonyina, pot substituir la carn.
En altres parts de Mèxic, el picadillo es fa amb chiles guajillo barrejats amb cebes i tomàquets saltejats.